# Kraftwerk Krångede
Das Kraftwerk Krångede ist ein Laufwasserkraftwerk in der Provinz Jämtlands län, Schweden, das den Indalsälven aufstaut. Rund 15 km flussabwärts befindet sich die Ortschaft Hammarstrand.
Das Kraftwerk wurde von 1931 bis 1936 errichtet. Es ging 1936 in Betrieb. Das Kraftwerk ist mehrheitlich im Besitz von Fortum und wird auch von Fortum betrieben.

## Absperrbauwerk
Das Absperrbauwerk besteht aus einer Gewichtsstaumauer aus Beton. Die Wehranlage mit der Hochwasserentlastung, bestehend aus vier Toren, befindet sich in der Mitte.

## Kraftwerk
Das Kraftwerk Krångede verfügt mit sechs Francis-Turbinen über eine installierte Leistung von 248,4 MW. Die durchschnittliche Jahreserzeugung liegt bei 1,6224 Mrd. kWh. Die Fallhöhe beträgt 60 m.